# 3570 Wuyeesun
A 3570 Wuyeesun (ideiglenes jelöléssel 1979 XO) a Naprendszer kisbolygóövében található aszteroida. A Bíbor-hegyi Obszervatórium fedezte fel 1979. december 14-én.